# Cal Senyor (Vila-sana)
Cal Senyor és un monument del municipi de Vila-sana (Pla d'Urgell) inclòs en l'Inventari del Patrimoni Arquitectònic de Catalunya.

## Descripció
Cal Senyor consta d'un edifici central de tres plantes amb annexes d'èpoques posteriors que tanquen un pati a la part posterior de la casa. La part central de l'edifici és construïda amb tàpia i les cantonades amb pedra. A la façana principal hi ha una llinda que data la casa l'any 1748, tot emmarcant els nombres amb motius decoratius. Ambdues façanes permeten entreveure les diferents modificacions efectuades en el transcurs del temps, fetes de manera aleatòria i poc cuidada. La façana posterior de la casa té sortida al pati, on hi ha un pou amb forma de caseta amb teulada a dues vessants i la pica de l'aigua en un costat.

## Història
La vila d'Utxafava es va formar a partir de tres nuclis formats al seu torn a partir d'altres tres cases de les que Cal Senyor o la Casa de Dalt, n'és una.
El duc de Sesa donà terres en emfiteusi a Josep Galitó, de Castellnou de Seana a finals del segle xviii. L'any 1831 Anton de Sans de Sagué va comprar la casa i la va vendre al Senyor Ramonet d'Igualada. És aquest el període en què la casa prospera i serà anomenada "Cal Senyor" (a partir de 1869-1875). Serà també el moment en què es formaran noves parts de la casa, es faran les golfes i els cellers.
L'any 1879 el Senyor Vidal, sogre del Senyor Ramonet, era el propietari de la finca, però la va vendre a una família de Lleida. És probable que després d'aquests, la casa passés a mans de la família Dalmases de Barcelona, que la cuidaren emprant uns masovers. Després d'ells, la casa va estar a nom de Maria Salafranca Lladós, essent l'últim propietari el Senyor Miquel Àngel Garcia Solsona que la va vendre recentment.